# من یک قاتل حرفه‌ای استخدام کردم
من یک قاتل حرفه‌ای استخدام کردم (انگلیسی: I Hired a Contract Killer) یک فیلم در ژانر درام و کمدی به کارگردانی آکی کائوریسماکی است که در سال ۱۹۹۰ منتشر شد. از بازیگران آن می‌توان به ژان‌پیر لئو، کنت کولی، سرژ رجیانی، جو استرامر، والتر اسپارو و آکی کائوریسماکی اشاره کرد.